# Svetli Dol
Svetli Dol je naselje v Občini Štore.

## Prebivalstvo
Etnična sestava 1991:
- Slovenci: 70 (92,1 %)
- Neznano: 6 (7,9 %)